# برايان كالي
برايان كالي (بالإنجليزية: Brian Calley)‏ هو مصرفي وسياسي أمريكي، ولد في 25 مارس 1977 في ديربورن في الولايات المتحدة. حزبياً، نشط في Michigan Republican Party ‏ والحزب الجمهوري. وقد انتخب عضو مجلس نواب ميشيغان ‏.